# Teorema de convergencia de Lévy
En teoría de probabilidades el  teorema de convergencia de Lévy (a veces también llamado el teorema de convergencia dominada de Lévy) expresa que para una secuencia de variables al azar {\displaystyle (X_{n})_{n=1}^{\infty }} donde
- {\displaystyle X_{n}{\xrightarrow {a.s.}}X} y
- {\displaystyle |X_{n}|<Y,} donde Y es una variable al azar con
- {\displaystyle \mathrm {E} Y<\infty }

sigue con:
- {\displaystyle \mathrm {E} |X|<\infty ,}
- {\displaystyle \mathrm {E} X_{n}\to \mathrm {E} X}
- {\displaystyle \mathrm {E} |X-X_{n}|\to 0}.

Esencialmente, es una condición suficiente para que la casi segura convergencia implique convergencia L1. La condición {\displaystyle |X_{n}|<Y,\;\mathrm {E} Y<\infty } puede ser relajada. En lugar de eso, la secuencia {\displaystyle (X_{n})_{n=1}^{\infty }} debe ser uniformemente integrable.
El teorema es simplemente un caso especial del teorema de convergencia dominada de Lebesgue en teoría de la medida.